# Excipient

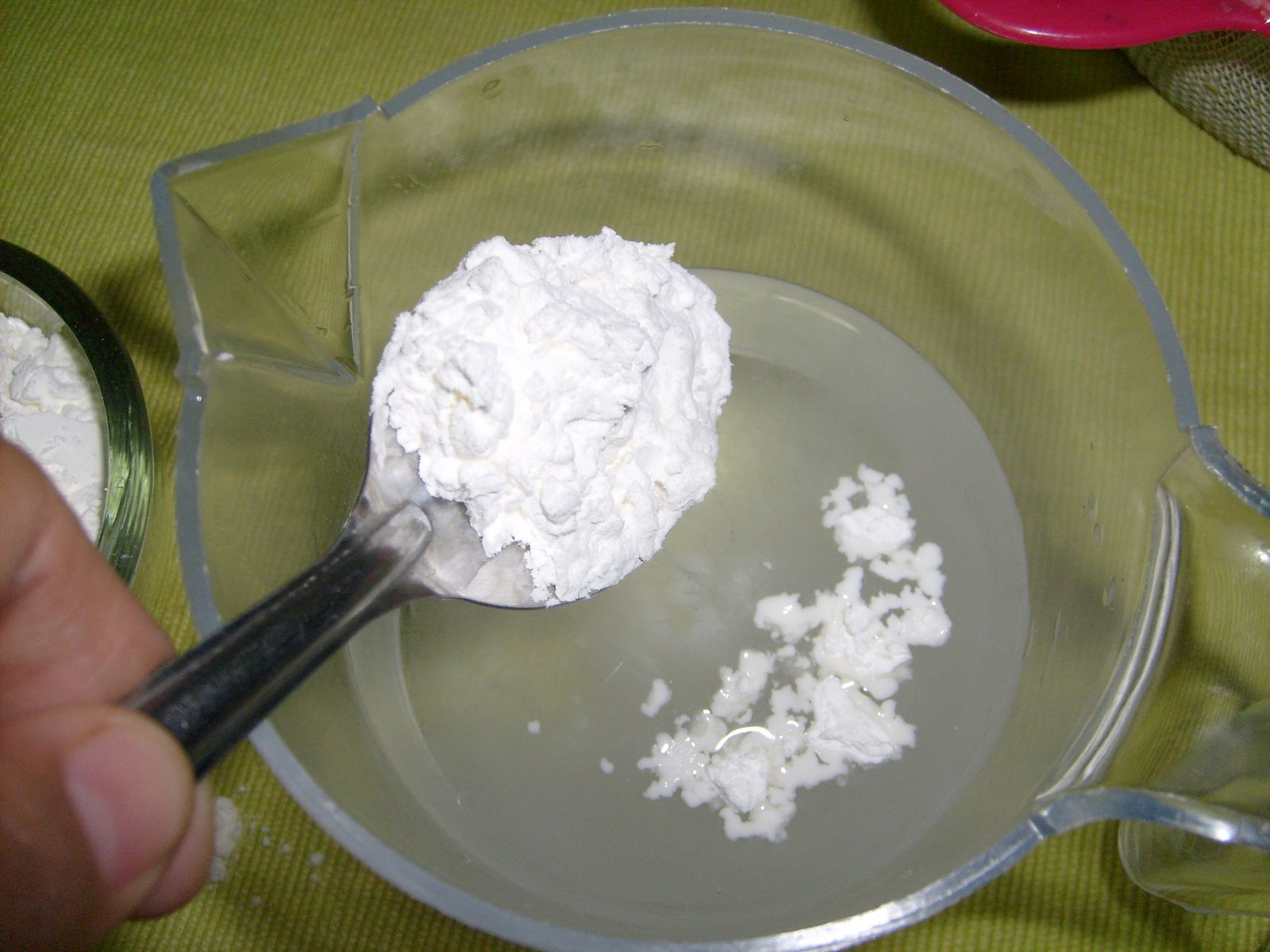
Amidonul de porumb este un excipient utilizat frecvent pentru obținerea comprimatelor și capsulelor

Un excipient este o substanță chimică sau un amestec de substanțe chimice care se utilizează, împreună cu substanța medicamentoasă (principiul activ), pentru formularea unui anumit medicament. Includerea excipienților în medicamente are ca scop stabilizarea pe termen lung, agregarea substanței active (care se află de obicei în cantități foarte mici, având în acest caz un efect de diluare) sau creșterea unui efect terapeutic al substanței medicamentoase din forma finală (prin creșterea absorbției sale, reducerea vâscozității, creșterea solubilității).

## Tipuri
Există o mare varietate de excipienți care sunt utilizați pentru formularea medicamentelor, având diverse utilități, avantaje și dezavantaje. Este necesară cunoașterea proprietăților fizico-chimice ale excipienților și siguranța lor pentru a putea fi utilizați la prepararea de produse medicamentoase. Cele mai comune clase de excipienți sunt: diluanți, lianți, activatori de curgere (glisanți și lubrifianți), dezagreganți, coloranți, aromatizanți, conservanți și agenți formatori de film. Fiecare dintre aceștia pot sau nu să fie necesari în funcție de forma farmaceutică dorită și de procedeul tehnologic de fabricație al acestora, iar în aceeași manieră pot varia și procentele utilizate din fiecare în parte.